# قائمة سجون المملكة المتحدة

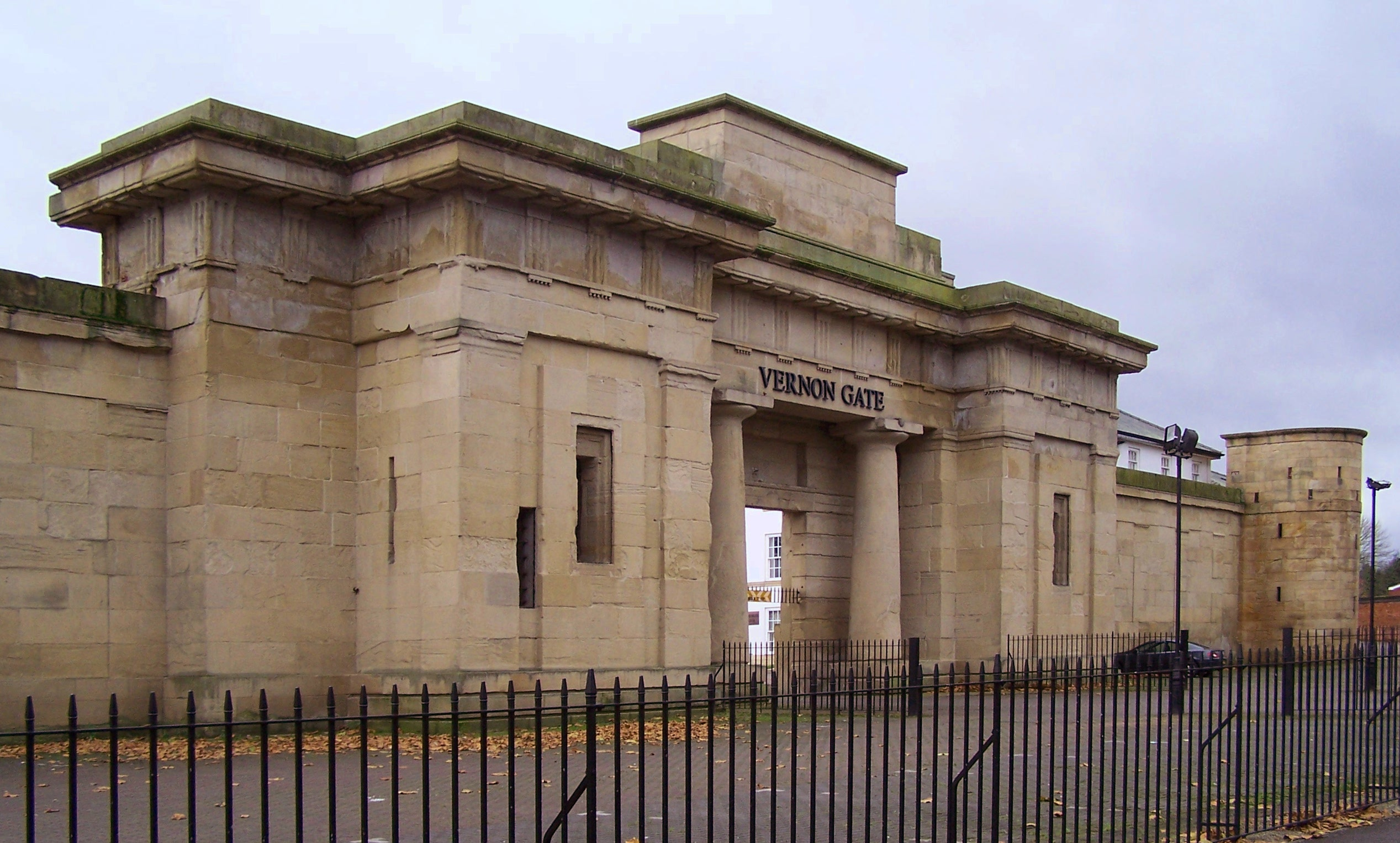

السِجْن هو المكان الذي يوضع فيه من يراد سلب حريته.

## قائمة سجون المملكة المتحدة
تحتوي هذه القائمة على أسماء سجون في المملكة المتحدة.
- سجن مارشالسي
- برج لندن

- سجن جيتهاوس
- سجن نيوجيت

- قصر بلاسنتيا

- سجن بريكستون
- قلعة إدنبرة